# Црква Светог великомученика Пантелејмона у Осињи
Црква Светог великомученика Пантелејмона у Осињи је храм Српске православне цркве који припада Епархији зворничко-тузланској. Налази се у Осињи, у општини Дервента, у Републици Српској, у Босни и Херцеговини.
Храм је завршен 1964. године, а исте године храм је освјештао блаженопочивши епископ Лонгин Томић. Храм је обнављан два пута, први пут 1988. и 2012. године. 
Налази је на мјесту раније цркве брвнаре изграђене 1873. а освештане 1886. године. 